# Nólsoy
Nólsoy (in danese Nolsø) è un'isola delle Fær Øer, posizionata a est dell'isola di Streymoy dove si trova la capitale Tórshavn. Vi è un unico insediamento il quale porta lo stesso nome dell'isola, sulla costa nord occidentale di Stongin, una penisola collegata al resto dell'isola da uno stretto istmo.
L'isola presenta anche una montagna, Høgoyggj, il cui punto più elevato è chiamato Eggjarklettur (371 m). Nólsoy è raggiungibile da Tórshavn tramite un servizio di traghetti, con percorrenza di circa 20 minuti. Nólsoy vanta la più grande colonia del mondo della specie di uccelli Hydrobatidae. La costa meridionale ha due estremità, in ognuno delle quali si trova un faro: Øknastangi a Sud-Est e Borðan a Sud. I fari furono costruiti sul finire del diciottesimo secolo per aiutare i contrabbandieri che agivano contro le compagnie commerciali governative.
Attualmente, una quarantina di persone che vivono a Nólsoy si reca quotidianamente a Tórshavn per lavoro. Negli ultimi anni diverse giovani famiglie si sono trasferite a Nólsoy, dove si possono trovare case meno care rispetto a Tórshavn. In questo modo, è possibile condurre una vita 'in campagna' e, allo stesso tempo, trovarsi a solo 20 minuti dalle comodità della capitale.
Ogni anno, all'inizio di agosto, a Nólsoy si tiene un festival chiamato Ovastevna. Il festival è simile all'Ólavsøka che ha luogo a Tórshavn, solo un po' più piccolo. Ovastevna è l'occasione per commemorare Ove Joensen di Nólsoy. Egli raggiunse la Danimarca con una tradizionale barca a remi, partendo dalle isole Fær Øer nel 1986. Nel 1987, Ove annegò all'imbocco dello Skálafjørður, dove era caduto dalla barca. Il ricavato del festival è utilizzato per costruire una piscina per bambini a Nólsoy. Ove stesso aveva inizialmente cominciato con questo progetto poco dopo il suo approdo in Danimarca.
Il famoso Nólsoyar Páll nacque a Nólsoy. Egli è riconosciuto come il padre della lotta per la libertà e un eroe nazionale. Combatté la Compagnia Reale del Commercio all'inizio del diciannovesimo secolo. La Compagnia Reale del Commercio contribuì all'impoverimento della popolazione delle isole Fær Øer dal 1271 al 1856. Nólsoyar Páll commerciò tra la Danimarca e le Isole Fær Øer con la sua imbarcazione chiamata ‘Royndin Frida’. La sua barca fu il primo vascello faerorese a solcare l'oceano dall'inizio del Medioevo.

## Galleria d'immagini

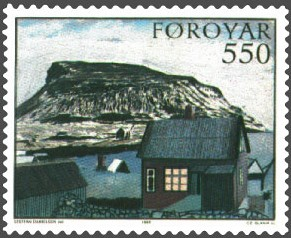
Giorno invernale Artista: Steffan Danielsen Emissione: 3 giugno 1985 Incisione: Czesław Słania
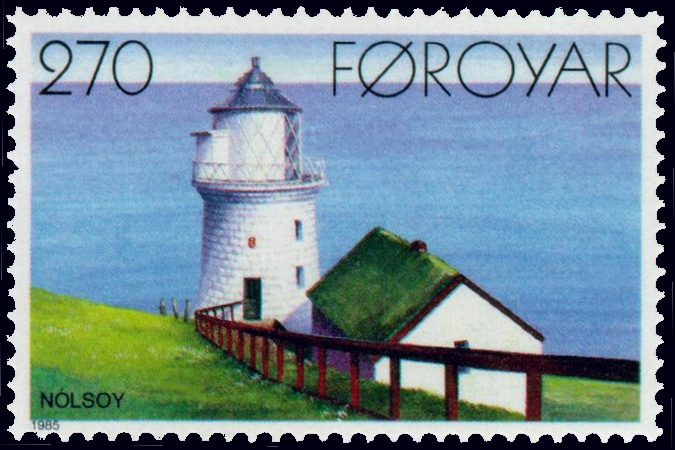
Faro Borðan, Nólsoy 1893 Emissione: 23 settembre 1985
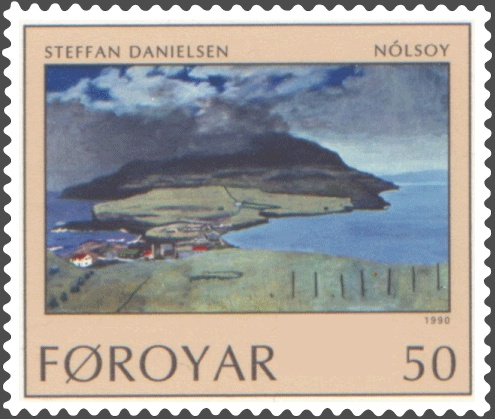
Nólsoy, Isole Fær Øer Artista: Steffan Danielsen Emissione: 8 ottobre 1990
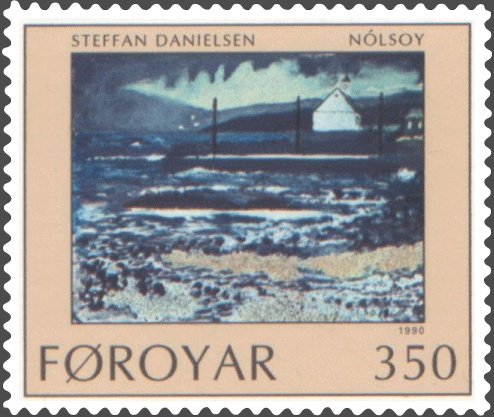
Nólsoy, Isole Fær Øer Artista:
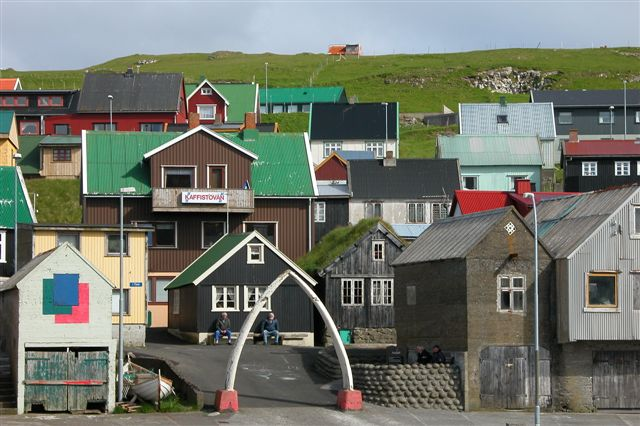
Nólsoy
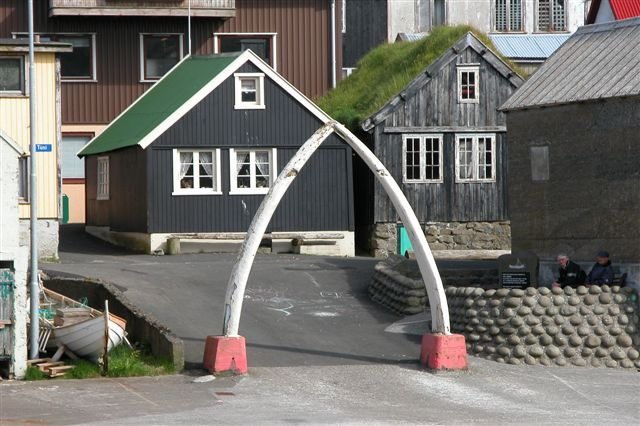
Nólsoy
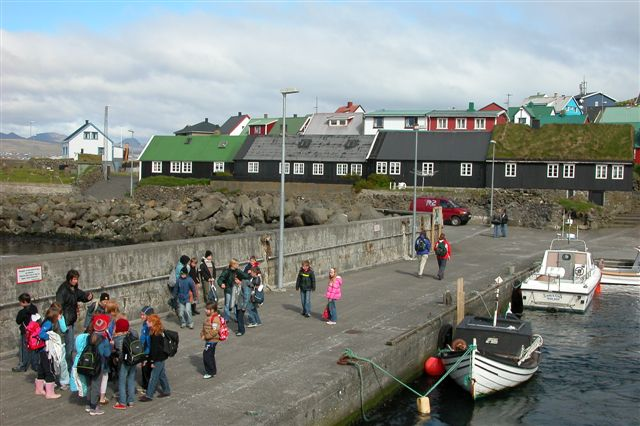
Nólsoy
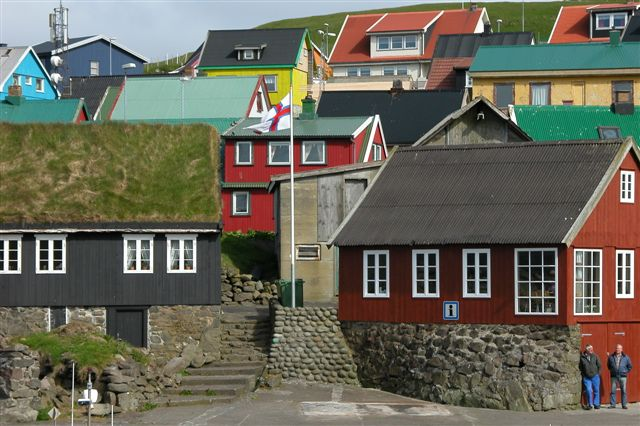
Nólsoy